# Sogno
Sogno é o quinto álbum de estúdio do cantor pop clássico italiano Andrea Bocelli. Foi lançado mundialmente em 6 de abril de 1999 e vendeu 2,5 milhões de cópias somente nos Estados Unidos e mais de 10 milhões em todo o mundo, rendendo a Bocelli uma indicação ao Grammy Award para artista revelação. Bocelli foi o primeiro cantor clássico a ser indicado ao Grammy desde 1961.

## Faixas
| N.º            | Título                                | Compositor(es)                       | Duração |  |
| 1.             | "Canto della Terra"                   | F. Sartori, L. Quarantotto           | 4:02    |  |
| 2.             | "The Prayer" (com Céline Dion)        | D. Foster, C. Bayer Sager            | 4:30    |  |
| 3.             | "Sogno"                               | G. F. Servillo                       | 4:03    |  |
| 4.             | "O Mare E Tu" (com Dulce Pontes)      | E. Gragnaniello                      | 4:36    |  |
| 5.             | "A Volte Il Cuore"                    | P. Marras                            | 4:44    |  |
| 6.             | "Cantico"                             | M. Malavasi, P. Guerrini, A. Bocelli | 4:01    |  |
| 7.             | "Mai Piu' Cosi' Lontano"              | M. Malavasi                          | 4:20    |  |
| 8.             | "Immenso"                             | F. Sartori, L. Quarantotto           | 4:51    |  |
| 9.             | "Nel Cuore Lei" (com Eros Ramazzotti) | B. Zambrini, D. Cogliati             | 3:48    |  |
| 10.            | "Tremo E T'Amo"                       | T. Ferro, G. F. Servillo             | 4:51    |  |
| 11.            | "I Love Rossini"                      | P. Abrial, G. F. Servillo            | 3:56    |  |
| 12.            | "Un Canto"                            | E. Morricone, S. Bardotti            | 4:35    |  |
| 13.            | "Come Un Fiume Tu"                    | E. Morricone, L. Quarantotto         | 4:47    |  |
| 14.            | "A Mio Padre (6 Maggio 1992)"         | M. Malavasi, A. Bocelli              | 4:00    |  |
| Duração total: | Duração total:                        | Duração total:                       | 61:04   |  |